# Plemyria bipunctata
Plemyria bipunctata är en fjärilsart som beskrevs av Hann. 1930. Plemyria bipunctata ingår i släktet Plemyria och familjen mätare. Inga underarter finns listade i Catalogue of Life.